# Hôtel de la Bessière
Pour les articles homonymes, voir Bessière.
L'Hôtel de la Bessière est un hôtel particulier situé à Bar-le-Duc dans le département de la Meuse en région Lorraine.
Il est classé aux monuments historiques depuis le 5 juillet 1993.

## Présentation
L'Hôtel de la Bessière est un hôtel particulier construit en pierre calcaire au XVIe siècle, et situé du côté sud de la rue des Ducs-de-Bar, en Ville Haute. Il est typique du style Renaissance, comme à peu près tous les autres édifices du quartier. Le portail et les baies sont encadrées par une superposition de pilastres cannelés d'ordre corinthien, séparés par deux bandeaux horizontaux. Les meneaux des fenêtres ont été supprimés au XVIIIe siècle.
L'étage en attique est orné de six gargouilles placés au-dessus des pilastres. Elles sont les seules, avec celles du Neuf-Castel, à avoir échappé à la destruction du XIXe siècle.

## Historique
L'écrivain Georges Bernanos résida dans cet hôtel lors de son séjour à Bar-le-Duc de 1924 à 1926. Il y écrivit son premier roman Sous le soleil de Satan publié en 1926. Une plaque commémorative a été apposée sur l'édifice.
L'hôtel est classé aux monuments historiques le 5 juillet 1993. Cette protection concerne les façades et toitures sur rue et sur cours et arrières, les petits pavillons de briques du XIXe siècle, la terrasse et le mur de soutènement du XVIIIe siècle, y compris la parcelle du jardin en contrebas.

## Galerie photo

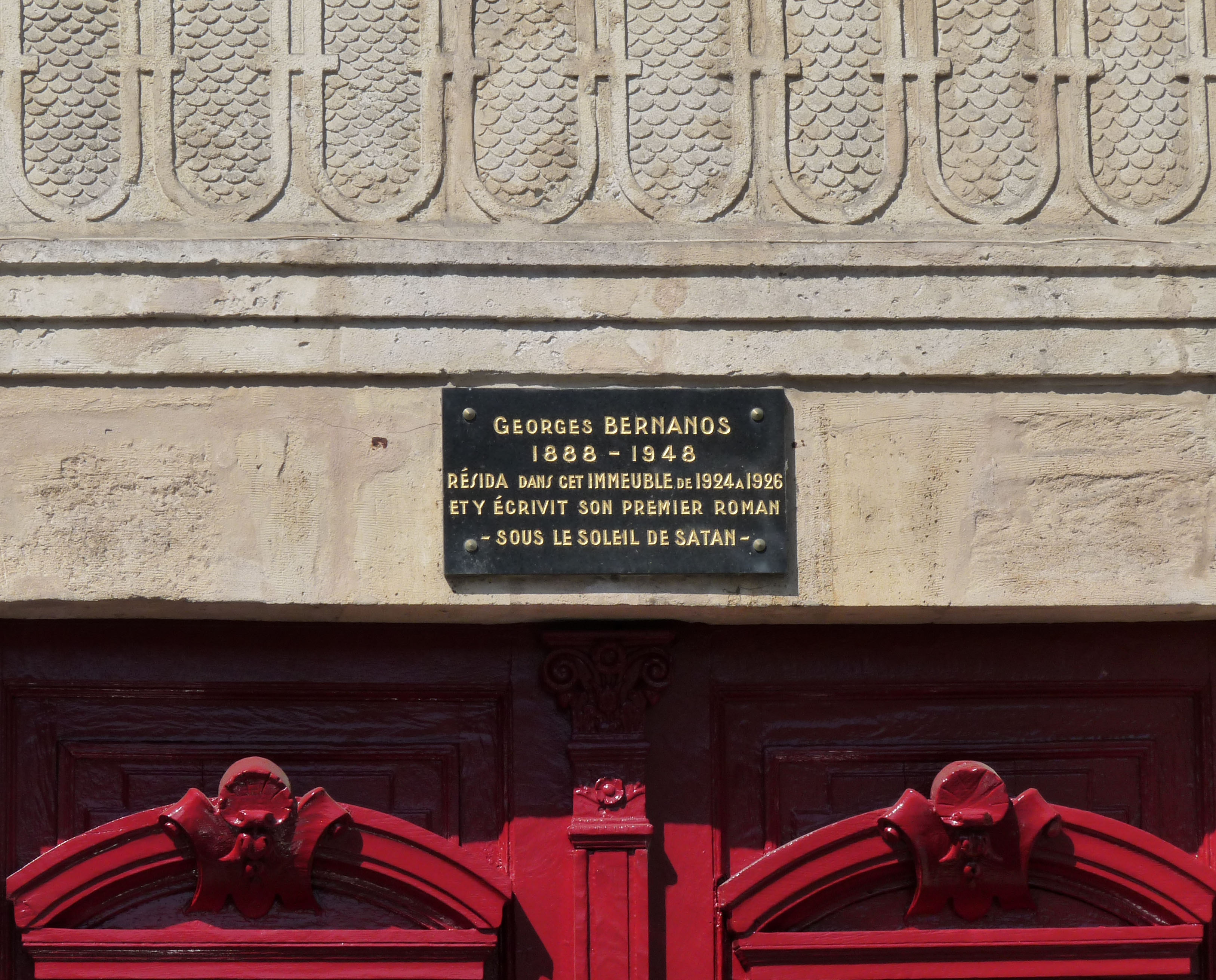
Plaque commémorative du passage de Georges Bernanos.
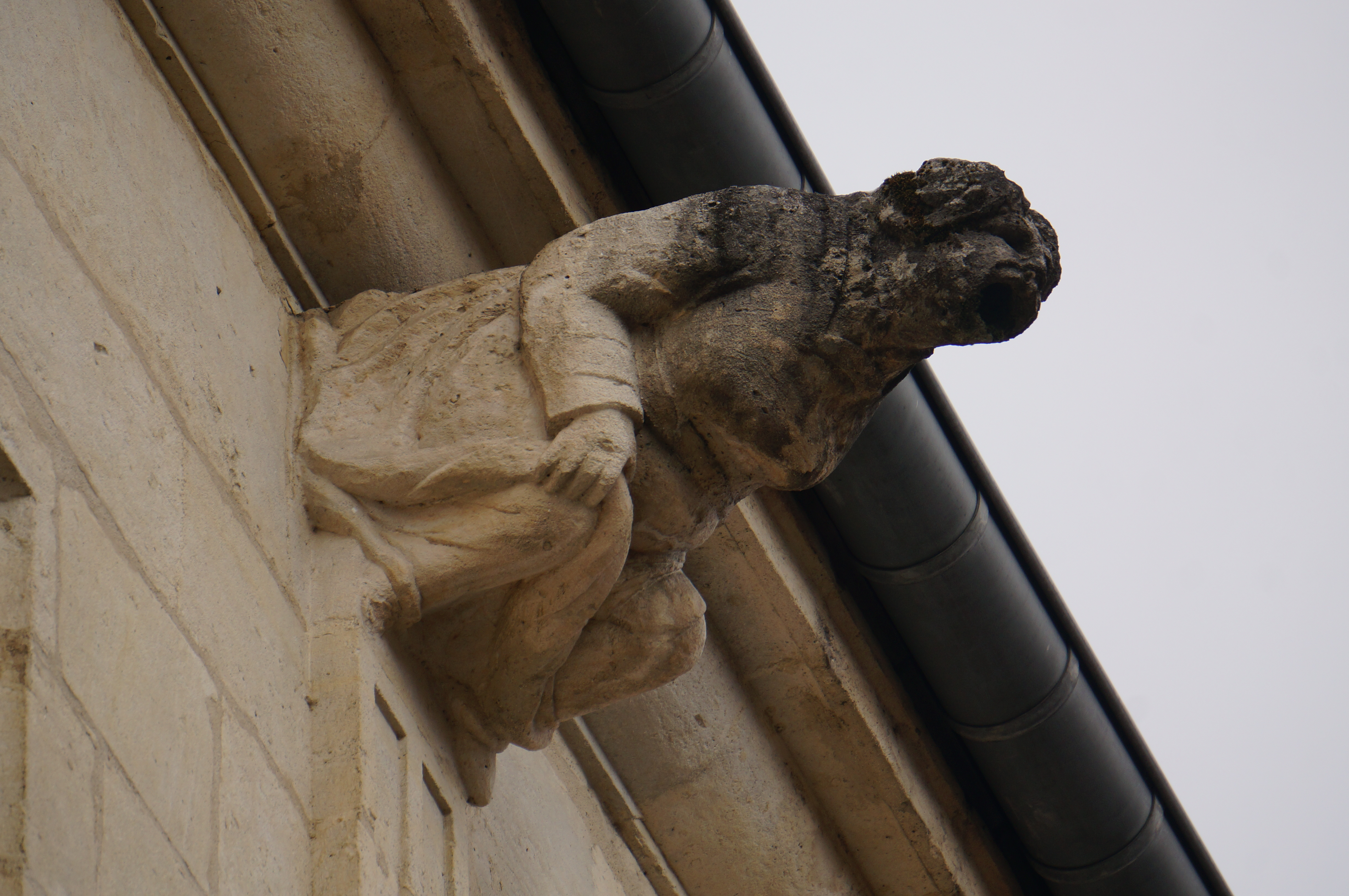
Gargouille.
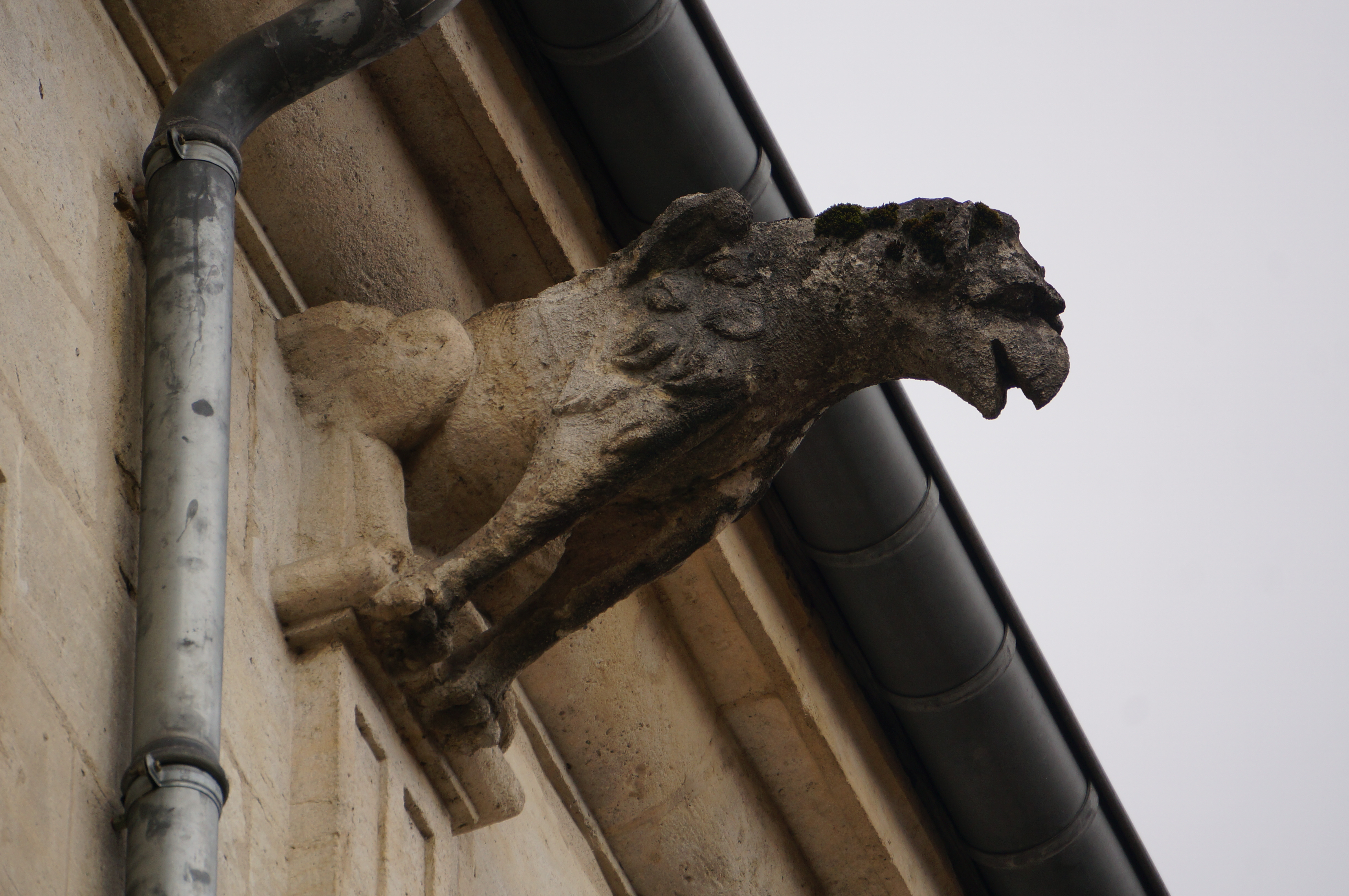
Gargouille.